# Uithoorn
Uithoorn est une commune néerlandaise située en province de Hollande-Septentrionale. Outre le village d'Uithoorn, d'après lequel la commune est nommée, elle couvre les localités de De Kwakel et Thamen. Au 1er juillet 2021, elle compte 30 570 habitants. Elle fait partie de la Stadsregio Amsterdam, dont elle constitue la commune la plus méridionale, sur la ligne de défense d'Amsterdam.

## Géographie

### Situation
La commune, située au sud de la capitale Amsterdam, est arrosée par l'Amstel qui marque sa limite à l'est et au sud et la sépare des provinces de Hollande-Méridionale et d'Utrecht. Jusqu'au 1er janvier 2012, elle comprend une petite partie du village de Bilderdam, laquelle passe alors en Hollande-Méridionale à la suite d'un ajustement de la limite provinciale.
Uithoorn couvre une superficie de 19,42 km2, dont 18,14 km2 de terres. Elle comprend deux centres urbains, le village d'Uithoorn proprement dit, comptant plusieurs quartiers dont Legmeer et Meerwijk, ainsi que la localité de De Kwakel, à l'ouest, en plus de l'ancien village de Thamen, faisant désormais partie du village d'Uithoorn. Thamen rejoint la commune d'Uithoorn le 1er janvier 1812, avant de redevenir une commune indépendante le 1er janvier 1818 et de rejoindre la province d'Utrecht le 19 septembre 1819. Cette situation est brève, car la commune repasse en Hollande-Septentrionale douze jours après, puis rejoint à nouveau Uithoorn le 1er janvier 1820.

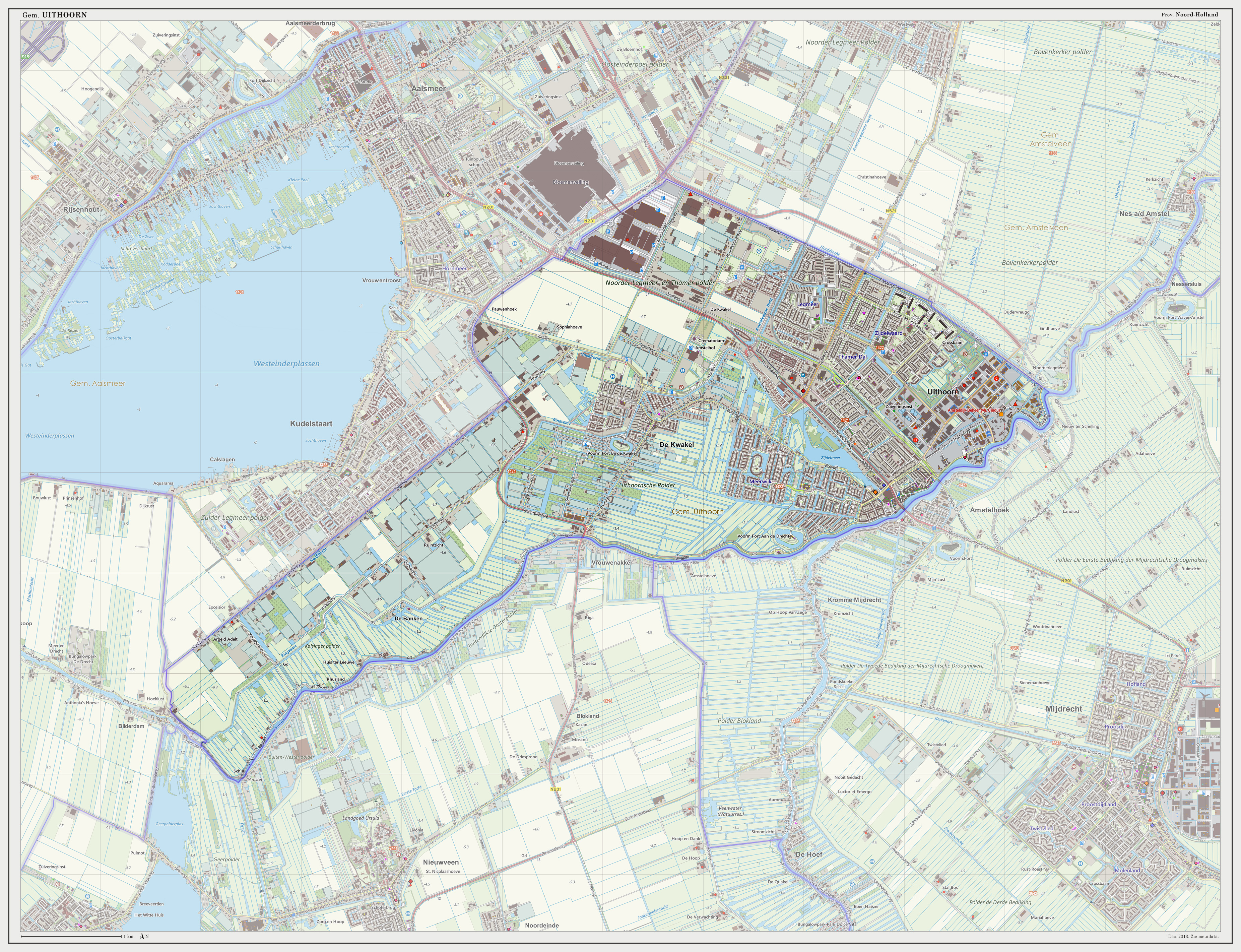
Carte topographique de la commune d'Uithoorn (2013).
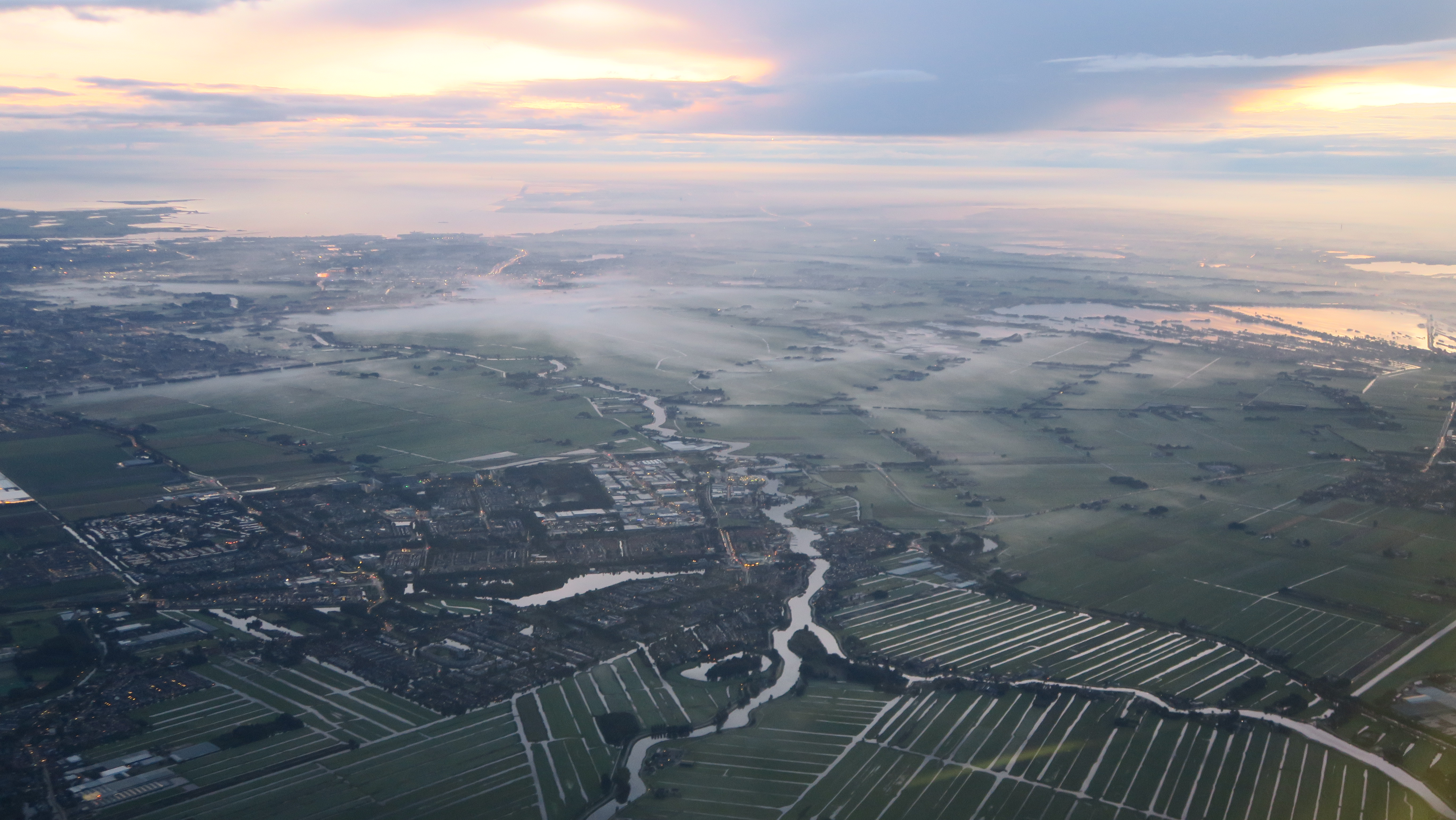
Vue aérienne d'Uithoorn du sud-ouest, avec l'Ĳmeer en arrière-plan.

## Transports

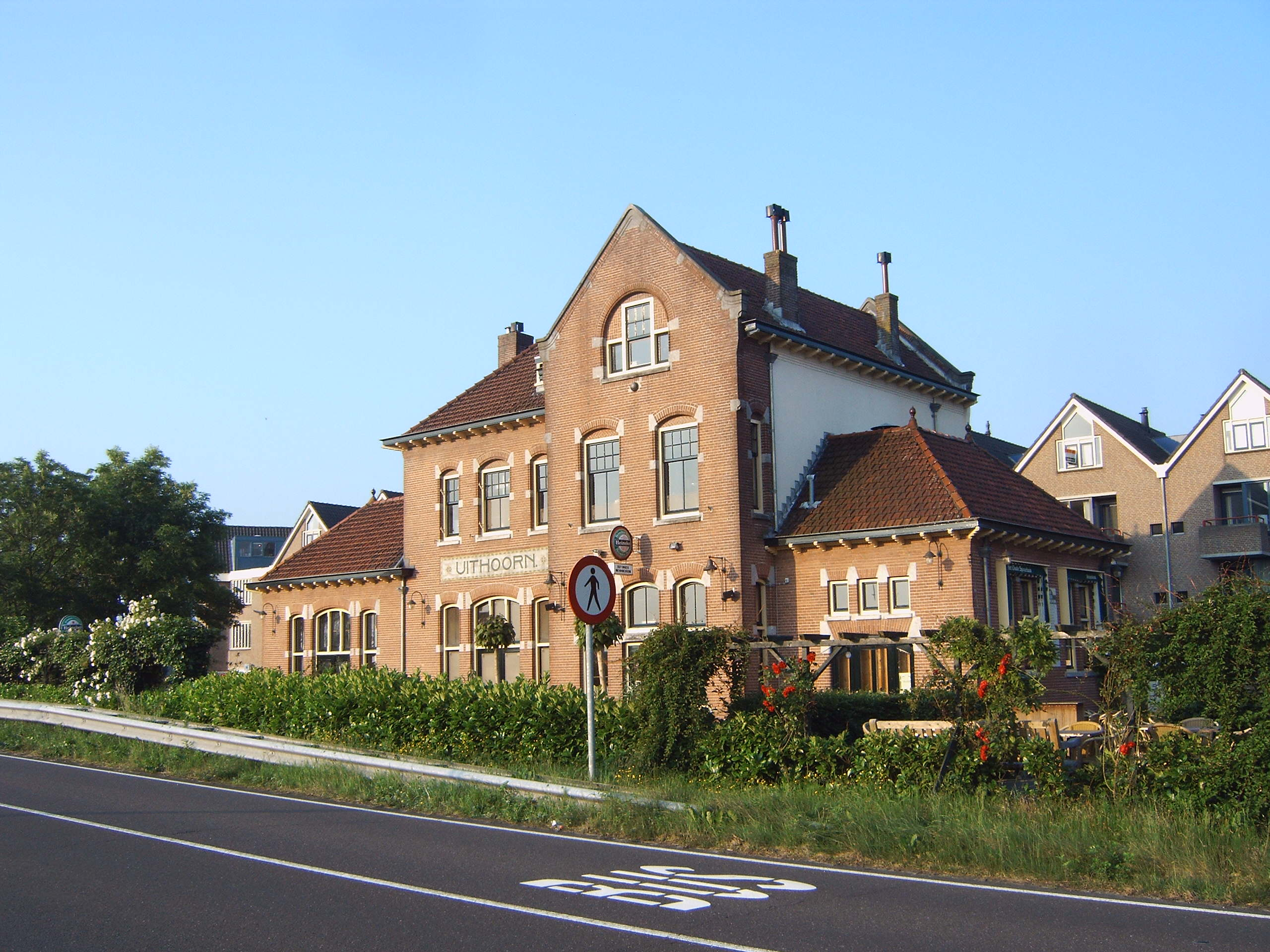
La gare d'Uithoorn est construite en 1911 et ouverte aux voyageurs en 1914.

Historiquement, la gare d'Uithoorn constitue un important nœud ferroviaire des Haarlemmermeerspoorlijnen (« lignes de chemin de fer de Haarlemmermeer »), ancien réseau de chemins de fer dans la région de Haarlemmermeer. Ainsi, elle est située sur les anciennes lignes de Bovenkerk à Uithoorn, d'Aalsmeer à Nieuwersluis-Loenen et d'Alphen-sur-le-Rhin à Uithoorn.
Bien que le réseau entre en déclin dans les années 1930 et que la gare d'Uithoorn ferme ses portes aux voyageurs en 1950, celle-ci doit devenir en 2024 le terminus sud de la ligne 25 du tramway d'Amsterdam, dite Amsteltram (« tramway de l'Amstel »). En effet, en 2016, la Stadsregio Amsterdam prend la décision d'acter le prolongement de la ligne depuis Amstelveen selon le tracé de l'ancienne ligne venant de Bovenkerk, baptisé Uithoornlijn (« ligne d'Uithoorn »),. Cette initiative, qui doit permettre de relier en environ une demi-heure la gare d'Amsterdam-Sud au terminus sud de la ligne, Uithoorn Centrum, est appuyée par les communes d'Amstelveen et d'Uithoorn, ainsi que la province de Hollande-Septentrionale.

## Démographie
Le 19 novembre 2020, Uithoorn voit naître son 30 000e habitant.
Pour des raisons techniques, il est temporairement impossible d'afficher le graphique qui aurait dû être présenté ici.

## Culture et patrimoine

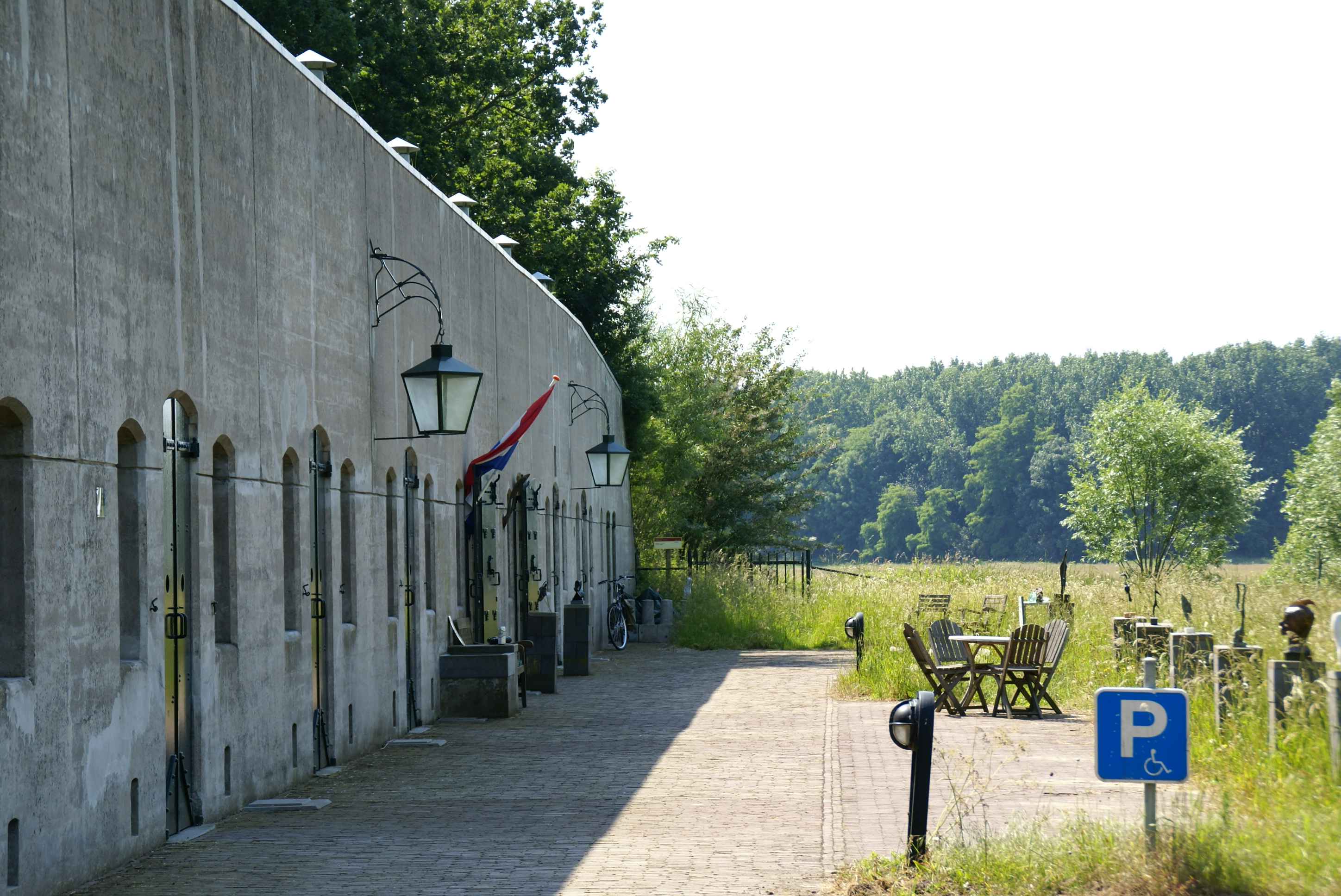
Le Fort aan de Drecht.

Parmi les principaux monuments d'Uithoorn se trouvent :
- L'église de Thamen, construite entre 1834 et 1835 en style néoclassique ;
- L'ancienne gare de chemin de fer d'Uithoorn, reconvertie en restaurant ;
- Le Fort aan de Drecht, de la ligne de défense d'Amsterdam classée au patrimoine mondial de l'UNESCO, non loin du Kromme Mijdrecht, construit en 1911 et reconverti en restaurant et salle d'expositions.

## Personnalités liées à Uithoorn
Les personnalités suivantes sont liées à Uithoorn :
- Angela Schijf (née en 1969), actrice ;
- Lars Veldwijk (né en 1991), footballeur ;
- Eva Lubbers (née en 1992), athlète.